# 幼稚
| ウィキペディアには「幼稚」という見出しの百科事典記事はありません（タイトルに「幼稚」を含むページの一覧/「幼稚」で始まるページの一覧）。 代わりにウィクショナリーのページ「幼稚」が役に立つかもしれません。 |